# 圣让德屈屈勒
圣让德屈屈勒（法語：Saint-Jean-de-Cuculles，法語發音：[sɛ̃ ʒɑ̃ də kykyl]）是法国埃罗省的一个市镇，属于蒙彼利埃区。

## 地理
圣让德屈屈勒（43°45'9"N, 3°50'4"E）面积9.09 平方千米，位于法国奧克西塔尼大區埃罗省，该省份为法国南部沿海省份，南濒地中海，西南接奥德省，西北接塔恩省和阿韦龙省，东北与加尔省接壤。
与圣让德屈屈勒接壤的市镇（或旧市镇、城区）包括：卡兹维埃耶、莱马泰勒、圣马蒂厄-德特雷维耶、勒特里亚杜、瓦尔弗洛内斯。

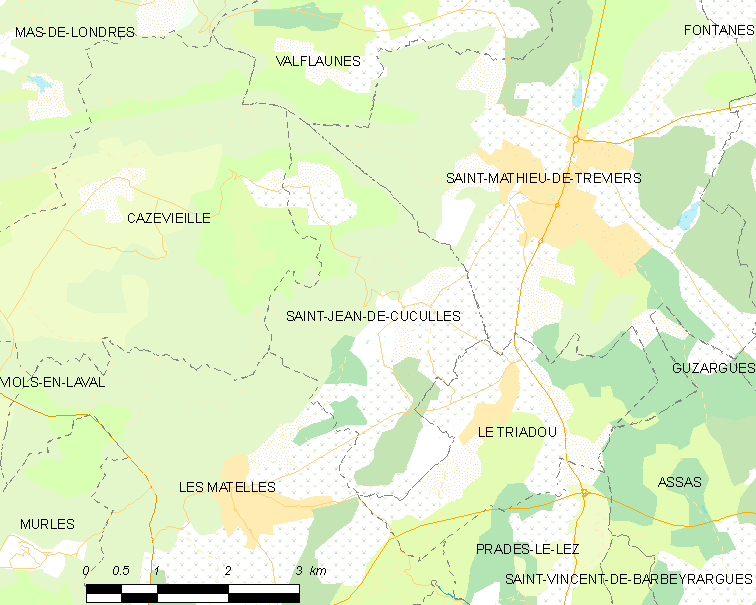
圣让德屈屈勒的OSM定位图

圣让德屈屈勒的时区为UTC+01:00、UTC+02:00（夏令时）。

## 行政
圣让德屈屈勒的邮政编码为34270，INSEE市镇编码为34266。

## 政治
圣让德屈屈勒所属的省级选区为圣热利迪费斯克县。

## 人口

1962-2008年间圣让德屈屈勒人口变化图示

圣让德屈屈勒于2022年1月1日时的人口数量为532人。